# Línea 14 (Los Tranvías de Zaragoza)
La antigua línea 14 de tranvía de la ciudad de Zaragoza (España) fue una de las líneas que componían su vieja red tranviaria.
Operada por Los Tranvías de Zaragoza, embrión de la actual TUZSA (Transportes Urbanos de Zaragoza) comenzó a dar servicio el 6 de octubre de 1949, hasta que fue oficialmente clausurada el 13 de enero de 1969.
La línea 14 realizaba el recorrido comprendido entre el Barrio de Oliver y la Plaza de Huesca de la capital aragonesa.